# الشكوك على جالينوس (كتاب)
الشكوك على جالينوس هو كتاب غزير المادة، ولم يطبع حتى الآن. وينقد الرازي لا هذا الكتاب ثمانية
وعشرين كتابا من كتب جالينوس، أولها كتاب البرهان، وآخرها كتاب النبض الكبير وأن مقتطفات الرازي من كتاب «البرهان» لجديرة بالدراسة
المتعمقة، فقد كان الجزء الأكبر من هذا الكتاب الفلسفي مفقودا في زمان
حنين بن إسحاق (192- 260 هـ 808 ــ 873 م) الذي ترجم ما عثر عليه من
النصوص اليونانية لبعض مقالات هذا الكتاب. ويقول حنين ابن إسحاق أنه سافر
إلى مدينة الإسكندرية، باحثا عن المخطوطات النادرة الوجود لهذا الكتاب
القيم.
إن نقد الرازي لكتب جالينوس لدليل قوي على اتجاه جديد محمود بين أطباء
العالم العربي، فكم من أجيال توارثت النظريات والآراء العلمية الخاطئة دون
أن يجرؤ أحد على نقدها أو تعديلها، خشية الخروج على العرف السائد. يقول
الرازي في مقدمة كتاب "الشكوك على جالينوس ": "إني لا أعلم أن كثيرا من
الناس- يستجهلونني في تأليف هذا الكتاب، وكثيرا منهم يلومونني ويعنفونني
أو كان يجزي إلى تحليتي تحلية من يقصد باستغنام واستلذاذ منه كذلك، إلى
مناقضة رجل مثل جالينوس، في جلالته ومعرفته وتقدمه في جميع أجزاء الفلسفة،
ومكانه منها؟ وأجد أنا لذلك- يعلم الله مضضا في نفسي. إذ كنت قد بليت
بمقابلة من هو أعظم الخلق على منة، وأكثرهم لي منفعة، وبه اهتديت، وأثره
اقتفيت، ومن بحره استقيت. "
وهذه مقدمة شيقة لما نسميه الآن بنقد الكتب وتقريظها، وتعبر عن الحقيقة
إلى حد بعيد. فإن لجالينوس الفضل الأول في بناء صرح الطب، فقد أسهم بنصيب
وافر في عامة فروع الطب، وخاصة في علمي التشريح ووظائف الأعضاء، بالإضافة
إلى ما حفظ لنا في نصوص كتبه من مقتطفات من تراث الأوائل الذي قد فقد
أغلبه.
ثم يتكلم الرازي كأستاذ عالم ناقد، فيقول "لكن صناعة الطب كالفلسفة لا
تحتمل التسليم للرؤساء والقبول منهم، ولا مساهمتهم وترك الاستقصاء عليهم.
ولا الفيلسوف يحب ذلك من تلاميذه والمتعلمين منه.. وأما من لامني وجهلني
في استخراج هذه الشكوك والكلام فيها، فإني لا أرتفع به، ولا أعده فيلسوفا.
إذ كان قد نبذ سنة الفلاسفة وراء ظهره وتمسك بسنة الرعاع من تقليد الرؤساء
وترك الاعتراض عليهم. " ويستشهد الرازي بقول ينسب إلى أرسطاطاليس، فيقول
«اختلف الحق وفلاطن- وكلاهما لنا صديق (إلا أن الحق أصدق من فلاطن.»
وكان جالينوس نفسه سليط اللسان، ويتضح ذلك جليا لكل من يقرأ كتبه. ويقول
الرازي في ذلك: "ولا أحسب نجا منه أحد من الفلاسفة ولا من الأطباء إلا
مشدوخا، وجل كلامه عليهم حق، بل لو شئت لقلت كله حق. "
ويؤمن الرازي بأن "الصناعات لا تزال تزداد وتقرب من الكمال على الأيام،
وتجعل ما استخرجه الرجل القديم في الزمان، الطويل (في متناول) الذي جاء
من بعده في الزمان القصير حتى يحكمه، ويصير سببا يسهل له استخراج غيره به
فيكون، مثل القدماء في هذا الموضع مثل المكتسبين، ومثل من يجيء من بعد
مثل المورثين المسهل لهم ما ورثوا اكتسابا أكثر وأكثر. "
وإني لأقدر الصعوبات الجمة التي سوف يلقاها كل من يرمى إلى نشر كتاب
«الشكوك على جالينوس» للرازي نشرا علميا محققا، لما في مخطوطاته الثلاثة
من خروم وأخطاء، ومصطلحات طبية وأخرى فلسافية عسرة الفهم، كما أن الخط في
المخطوطات الثلاثة دقيق وغير واضح. وكم رجعت إلى مخطوطات لكتب جالينوس
بحثا عما يقتطفه الرازي منها، حتى أفهم قصد جالينوس، فيفتح لي ذلك مستغلق
قول الرازي. واكتفى هنا بان أورد أمثلة قليلة من مادة كتاب [["الشكوك على
جالينوس "]]
يبين الرازي في نقده لكتاب "البرهان ما أهمله جالينوس من ملائمة العين
لوظيفتها باتساع الناظرين في الظلمة وضيقها في النور" ومنها قوله (أي قول
جالينوس)، أنا إذا غمضنا إحدى العينين اتسع ثقب الناظر في الأخرى فنعلم
يقينا أنه يملؤه جوهر جسمي. "ويقول الرازي ردا على ذلك مباشرة:
"و (ولو) كان هذا الجوهر الجسمي لا يجرى إليه إلا في حال تغمض الأخرى، لم
يكن يتسعان جميعا في حالة ويضيقان في أخرى. وقد نجد النواظر كلها تتسع في
الظلمة وتضيق في الضوء. هذا أحد ما ذهب على جالينوس، فلم يدركه، ولا خبر
بمنفعته. والمنفعة في ذلك انه لما كان النور شديد التأثير في حاسة البصر
حتى أنه يؤذيها ويؤلمها بأفرأط، والظلمة مانعة من الإبصار، احتاج البصر
إلى اعتدال منهما يقع معه الإبصار بغير أذى، فهيئت العين هيئة يمكن معها
أن يتسع ثقبها في حالة ويضيق في أخرى، لكن إذا كان المبصر في موضع نير
جدا، أضاق فوصل من النور بمقدار ما يبصر به ولا يؤذي. وإذا كان في هواء
أقل نورا، اتسع ليصل من النور أيضا ما يقع به الإبصار. كرجل له بستان يجري
إليه الماء في بربخ معلوم كيلا يفسد كثرته ولا يقصر قلته. فجعل على فم هذا
البربخ لوحا وصماما، يزن به الماء ليدخل بقدر حاجته. فمتى نقص الماء، شاله
عن فم البربخ بقدر الحاجة ومتى زاد مدة عليه بقدر الحاجة أيضا.
وأما اتساع أحد الناظرين في حال تغميض الأخرى، فلأن الحاس الأول متى فاته
من المبصر بعين واحدة ما فات، يروم أن يستدرك ذلك بالعين الأخرى، فيوسع
لذلك ثقب العين المتهيء لذلك ليكشف الشبح من الجليدية بمقدار ما اقتسر عنه
من العين الأخرى، أو يقارب ذلك بأكثر ما يمكن. كالرجل الذي يجري إلى
بستانه ما يكفيه من الماء في مجريين. فحدث على أحدنا حادث، فاستدرك سعة
المجرى الآخر ما فاته من المجرى المنسد.
فقد بان أن العلة في اتساع أحد الناظرين في حال تغميض العين الأخرى ليس هو أن جوهرا جسميا يجري إلى
الأخرى إذ كانا قد يتسعان ويضيقان في حال وهما مفتوحتان ليكون الاستدراك بالكشف عن الجليدية من المبصر ما فات في الآخر.
يقول الرازي: وقد أفردت للنظر في هذا الرأي مقالة ضخمة وبينت أن الإبصار
يكون بتشبح الأشباح في البصر " وجدير بمؤرخي الطب أن يبحثوا في دور الكتب
التي لم تفهرس مخطوطاتها بعد، عن هذه المقالة الضخمة التي يذكرها الرازي
. ويثبت مؤرخو العصور الوسطى المؤلفات الآتية للرازي في الإبصار، وكلها
في حكم المفقودة: " كتاب في فصل العين على سائر الحواس " " مقالة في
المنفعة في أطراف الأجفان دائما، "مقالة في العلة التي من أجلها تضيق
النواظر في الضوء وتتسع في الظلمة "، " كتاب في شروط النظر«، و» مقالة
في علاج العين بالحديد ".
ومن المعروف أن الرازي كان طبيبا إكلنيكييا عظيما وفي النص التالي ما يدل
أيضا على أنه كان جراحا ماهرا. ففي نقده للجزء الأول من كتاب جالينوس " في
تركيب الأدوية " يقول الرازي:
فأما كتاب " قاطاجانس" فالإنسان أن يلزمه ويعدله بالحق على تطويله وتكريره
الكلام في تلك المراهم، كأنه لا يشفق على الزمان، أو ليس له شغل هو أولى
به. وجل تلك المراهم مما لا نستعملها نحن قط، على كثر عنايتنا لصناعة
الجراحات، ومعالجة الرديئة منها، ولم نر أحدا من أصحاب الجراحات
استعملها. إلا أن الإنسان أيضا يجب أن يمدحه غاية المدح ويقرظه لما علمنا
في فيه من مداواة جراحات العصب. وهذا أمر عظيم من منافع هذا الكتاب ".
وفي كتاب «الشكوك على جالينوس» ينقد الرازي كتاب جالينوس " في البحران "
، فيقول: " ما يتضارب العلم مع العمل، فإن جالينوس يصور الحميات بصور
ثابتة أو قريبة من الثابتة، محددا أوقاتها الأربعة: الابتداء والتزيد
والمنتهى ولانحطاط. وغذا طلب الطبيب ذلك بالفعل وقعت الشكوك المغلظة "،
ولا يلاحظ ذلك إلا من كثرت تجربته واشتدت عنايته وزاد تفقده للأمراض فكم
من مرة رأى الرازي الحمى تبتديء بنافض يشبه نافض الغب، وتصعد صعودها، ثم
تصير بعد ذلك إلى حمى يوم فيبرأ المريض برءا سريعا . ويعدد الرازي حالات
أخرى كثيرة غير هذه، ثم يقول في مرض أصابه فجأة:
ومنذ قريب حممت وأنا على سفر، وظهر اليرقان بي، وهو شيء لم يعتريني قط،
من غير يوم النوبة في العين، وفي الماء، وذلك إني لما رأيت الماء صبيحة
تلك الليلة قلت: انظروا إلى عيني، لما رأيت اليرقان في الماء . فأخبروني
بما فيها منه . ثم لم يكن إلا خيرا . وكم ترصدت في البيمارستان ببغداد وفي
الري، وفي منزلي، سنين كثيرة هذه المعاني وأثبت أسماء من كان أمره جرى
على حكم هذه الكتب، وأسماء من جرت حالته على خلاف ذلك (كل) على حدة. فلم
يكن عدد من جرى أمره منهم على الخلاف بأقل عددا فينبغي أن يطرح ولا يعبأ
به، كحكم سائر الصناعات بل شيء كثير لا ينبغي لعاقل محترس أن يثق معه بهذه
الطريقة غاية الثقة ويركن إليها، ويطلق القول بتقدمة المعرفة، أو ينزع إلى
العلاج والتدبر بحسبها. وذلك أن من جرى أمره على الخلاف قد كانوا على
الستمائة من نحو ألفي مريض ومن ذلك أمسكت عن الإنذار بما هو كائن، إلا حيث
كان الأمر من وضوح الدلائل وقوتها ما لم يلزمني فيه شك.
وبقيت زمانا أطلب بالتجربة والقياس تدبير الأمراض الحادة حريزا آمنا معه
ألا أجني على المريض بالخطأ مع أن أخطأت، ألا يطول، مدة العلة متى وجدت.
إن رسالة الرازي في هذا النص لواضحة جلية: لأهل العلم والبحث أن يتشككوا
فيما يقرؤون ولا يصدقوا إلا ما يثبت صحته بالتجربة والقياس، وكثيرا ما ردد
الرازي رأيه هذا في كتابه "في خواص الأشياء" .
خلاصة:-
كان الرازي طبيبا وجراحا فاضلا، يقرأ كثيرا ويربط بين العلم والعمل. وكانت
له الشجاعة الكافية، فنقد أساطين الطب فيما لا يتفق مع الحقيقة كما يراها
وأسهم بنصيب وافر في بناء صرح العلم، بما دونه من آراء خاصة ومشاهدات
دقيقة .